# Ancuța Bobocel
Ancuța Bobocel (* 3. Oktober 1987 in Drobeta Turnu Severin, Kreis Mehedinți) ist eine rumänische Leichtathletin, die sich auf den Hindernislauf spezialisiert hat, aber auch im Mittel- und Langstreckenlauf an den Start geht.

## Sportliche Laufbahn
Schon früh machte sich Ancuța Bobocel im Juniorenbereich auf sich aufmerksam. 2003 gewann sie im Alter von nur 15 Jahren in 6:32,03 min die Silbermedaille über 2000 m Hindernis bei den Junioreneuropameisterschaften in Tampere. Im Jahr darauf gewann sie dann bei den Juniorenweltmeisterschaften in Grosseto in 9:49,03 min die Silbermedaille über 3000 m Hindernis und auch bei den Crosslauf-Europameisterschaften in Heringsdorf im Dezember sicherte sie sich nach 11:42 min die Silbermedaille im Juniorinnen-Rennen und sicherte sich in der Teamwertung die Goldmedaille. Bei den Crosslauf-Weltmeisterschaften 2005 in Saint-Étienne gelangte sie nach 22:18 min auf Rang 21 im U20-Rennen und im Juli gewann sie bei den Junioreneuropameisterschaften in Kaunas in 10:14,29 min die Silbermedaille im Hindernislauf. Im Dezember siegte sie dann in 15:23 min bei den Crosslauf-Europameisterschaften in Tilburg und sicherte sich in der Teamwertung die Silbermedaille. Im Jahr darauf gewann sie bei den Juniorenweltmeisterschaften in Peking in 9:46,19 min erneut die Silbermedaille im Hindernislauf und im Dezember gewann sie bei den Crosslauf-Europameisterschaften in San Giorgio su Legnano nach 12:51 min die Bronzemedaille im Juniorinnen-Einzel sowie auch in der Teamwertung. 2007 siegte sie in 9:06,15 min im 3000-Meter-Lauf bei den Leichtathletik-Balkan-Hallenmeisterschaften in Piräus und gelangte anschließend bei den Halleneuropameisterschaften in Birmingham mit 9:18,76 min auf Rang elf. Mitte Juli gewann sie bei den U23-Europameisterschaften in Debrecen in 9:41,84 min die Silbermedaille im Hindernislauf hinter der Polin Katarzyna Kowalska und anschließend schied sie bei den Weltmeisterschaften in Osaka mit 9:53,44 min in der Vorrunde aus. Im Dezember siegte sie dann in 22:35 min bei den Crosslauf-Europameisterschaften in Toro im U23-Rennen. Im Jahr darauf nahm sie erstmals an den Olympischen Sommerspielen in Peking teil, kam dort aber mit 9:35,31 min nicht über den Vorlauf hinaus. Anschließend wurde sie beim IAAF World Athletics Final in Stuttgart in 9:37,89 min Siebte und bei den Crosslauf-Europameisterschaften in Brüssel gelangte sie nach 21:43 min auf Rang fünf.
2009 siegte sie in 4:17,79 min im 1500-Meter-Lauf bei den Balkan-Hallenmeisterschaften in Piräus und anschließend belegte sie bei den Halleneuropameisterschaften in Turin in 8:59,78 min den siebten Platz über 3000 m. Im Juli startete sie bei der Sommer-Universiade in Belgrad und gewann dort in 9:38,14 min die Silbermedaille im Hindernislauf hinter der Portugiesin Sara Moreira und kurz darauf siegte sie in 9:47,90 min bei den U23-Europameisterschaften in Kaunas. Daraufhin verpasste sie bei den Weltmeisterschaften in Berlin mit 9:34,39 min den Finaleinzug und wurde dann beim IAAF World Athletics Final in Thessaloniki nach 9:39,92 min Neunte, ehe sie bei den Spielen der Frankophonie in Beirut in 10:05,01 min die Goldmedaille gewann. Im Jahr darauf schied sie bei den Hallenweltmeisterschaften in Doha mit 8:54,08 min in der Vorrunde über 3000 m aus und Ende Juli klassierte sie sich bei den Europameisterschaften in Barcelona mit 9:41,20 min auf dem siebten Platz im Hindernislauf. 2011 schied sie bei den Halleneuropameisterschaften in Paris mit 4:12,71 min in der Vorrunde über 1500 m aus und im Dezember wurde sie bei den Crosslauf-Europameisterschaften in Velenje nach 28:17 min 41. Im Jahr darauf belegte sie bei den Europameisterschaften in Helsinki in 9:41,32 min den vierten Platz im Hindernislauf und anschließend nahm sie erneut an den Olympischen Sommerspielen in London teil, verpasste dort aber mit 9:31,06 min erneut den Finaleinzug. Im Oktober siegte sie dann in 1:13:20 h beim Bukarest-Halbmarathon.
2013 gewann sie bei den Balkan-Hallenmeisterschaften in Istanbul in 9:03,56 min die Silbermedaille über 3000 m und anschließend belegte sie bei den Halleneuropameisterschaften in Göteborg nach 9:18,37 min den elften Platz. Im August erreichte sie bei den Weltmeisterschaften in Moskau das Finale und klassierte sich dort mit 9:53,35 min auf Rang 13. Im September siegte sie dann in 9:46,82 min erneut bei den Spielen der Frankophonie in Nizza. Im Jahr darauf gewann sie bei den Balkan-Hallenmeisterschaften in Istanbul in 4:18,13 min die Silbermedaille über 1500 m und bestritt sie restliche Saison über keine Wettkämpfe mehr. 2015 gewann sie bei den Balkan-Meisterschaften in Pitești in 15:56,00 min die Silbermedaille im Hindernislauf und im Dezember wurde sie bei den Crosslauf-Europameisterschaften in Hyères nach 26:07 min Fünfte. Im Jahr darauf siegte sie in 9:09,09 min über 3000 m bei den Balkan-Hallenmeisterschaften in Istanbul und Mitte Juni siegte sie auch bei den Freiluft-Balkan-Meisterschaften in Pitești mit 9:46,34 min. Anschließend schied sie bei den Europameisterschaften in Amsterdam mit 9:48,91 min in der Vorrunde aus und verpasste auch bei den Olympischen Sommerspielen in Rio de Janeiro mit 9:46,28 min den Finaleinzug. Im Dezember wurde sie dann bei den Crosslauf-Europameisterschaften in Chia nach 25:27 min Vierte und sicherte sich in der Teamwertung die Bronzemedaille.
2017 siegte sie bei vier Halbmarathonläufen innerhalb Rumäniens und belegte bei den Halleneuropameisterschaften in Belgrad in 9:05,74 min den elften Platz über 3000 m. Bei den Crosslauf-Europameisterschaften in Šamorín gelangte sie nach 27:46 min auf Rang elf und gewann in der Teamwertung die Silbermedaille hinter dem britischen Team. Bei den Halbmarathon-Weltmeisterschaften 2018 in Valencia lief sie nach 1:10:21 h auf Rang 15 ein und im August belegte sie bei den Europameisterschaften in Berlin in 15:16,13 min den siebten Platz im 5000-Meter-Lauf und konnte ihr Rennen über 10.000 m nicht beenden. Bei den Crosslauf-Europameisterschaften in Tilburg wurde sie nach 27:50 min 30. Nach zwei Jahren Wettkampfpause gelangte sie bei den Crosslauf-Europameisterschaften 2021 in Dublin nach 28:53 min auf Rang 24 und im Jahr darauf gewann sie bei den Balkan-Hallenmeisterschaften in Istanbul in 9:17,89 min die Bronzemedaille über 3000 m hinter der Albanerin Luiza Gega und Emine Hatun Mechaal aus der Türkei.
In den Jahren 2008 und 2010 wurde Bobocel rumänische Meisterin im 800-Meter-Lauf sowie 2008, 2010, 2012 und 2013 sowie 2016 über 3000 m Hindernis. Zudem siegte sie 2011 im 1500-Meter-Lauf sowie 2011, 2013, 2015, 2016 und 2018 über 5000 m. In der Halle siegte sie von 2009 bis 2011 sowie 2014 und 2017 über 1500 m und 2007, von 2009 bis 2011, 2014, 2016, 2017 und 2022 im 3000-Meter-Lauf.

## Persönliche Bestleistungen
- 800 Meter: 2:02,72 min, 6. Juli 2008 in Bukarest
  - 800 Meter (Halle): 2:04,27 min, 29. Januar 2011 in Bukarest
- 1500 Meter: 4:13,20 min, 20. Juni 2010 in Budapest
  - 1500 Meter (Halle): 4:08,13 min, 5. Februar 2011 in Stuttgart
- 3000 Meter: 9:10,58 min, 26. Mai 2007 in Bukarest
  - 3000 Meter (Halle): 8:52,86 min, 16. Februar 2013 in Birmingham
- 5000 Meter: 15:16,13 min, 12. August 2018 in Berlin
- 10.000 Meter: 31:43,12 min, 19. Mai 2018 in London
- Halbmarathon: 1:10:21 h, 24. März 2018 in Valencia
- 3000 m Hindernis: 9:25,70 min, 17. August 2012 in Stockholm